# جو جین مو (بازیگر، زاده ۱۹۵۸)
جو جین مو (کره‌ای: 주진모؛ زادهٔ ۲۶ فوریه ۱۹۵۸) بازیگر اهل کره جنوبی است. از آثاری که در آنها ایفای نقش کرده‌است می‌توان چهره پادشاه و افسانه اوک‌نیو اشاره کرد.